# قشدة جوز الهند
تشبه 

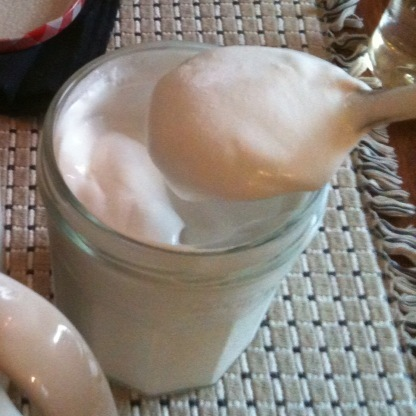
قشدة جوز الهند

قشدة جوز الهند حليب جوز الهند إلى حد كبير ولكنها تحتوي على نسبة ماء أقل. الفرق الأكبر بين الاثنين هو القوام؛ فلقشدة جوز الهند قوامًا أثخن، أشبه بالعجينة، في حين يتمتع حليب جوز الهند بقوام سائل بشكل عام. تُستخدم قشدة جوز الهند في الطبخ ومذاقها غير قوي وغير حلو (أي ليس مذاق مسكر).  

## انظر أيضُا
- ماء جوز الهند
- جوز الهند